# Speyside single malts

Podział Szkocji na regiony według producentów whisky

Speyside Single Malts – szkockie single malt whiskies, dystylowane w Strathspey, regionie wokół rzeki Spey w Moray i Badenoch and Strathspey, w północno-wschodniej części Szkocji. 
Ponieważ panuje tu bardziej umiarkowany klimat niż w pozostałej części Highlands, whisky tu produkowane charakteryzują się łagodniejszym smakiem i mniej wyczuwalnym torfowym zabarwieniem. Mimo że jest to niewielki obszar, skupionych jest na nim najwięcej destylarni, bo aż około 50. Duża liczba destylarni (w samym Dufftown jest ich siedem) nie odbija się negatywnie na jakości whisky. Co więcej, wielu znawców twierdzi, że to właśnie w Speyside znaleźć można najznakomitsze gatunki whisky, a różnorodność maltów ze Speyside nie daje się porównać z jakimkolwiek innym regionem.

Trzy whisky ze Speyside odpowiadają za jedną trzecią sprzedawanych na świecie szkockich single malt.

## Lista single malts ze Speyside
- Aberlour Single Malt
- Aultmore Single Malt
- Balmenach Single Malt
- Balvenie
- Benriach Single Malt
- Benromach Single Malt
- Cardhu Single Malt
- Cragganmore
- Dailuaine
- Dufftown Single Malt
- Glendronach Single Malt
- Glendullan Single Malt
- Glenfarclas Single Malt
- Glenfiddich
- Glen Grant
- Glen Keith Single Malt
- The Glenlivet
- Glenrothes
- Glentauchers Single Malt
- Glen Elgin
- Glen Moray
- Imperial Single Malt
- Inchgower Single Malt
- Knockando
- Linkwood Single Malt
- Lismore Single Malt
- Longmorn Single Malt
- The Macallan
- McClelland's Speyside
- Miltonduff Single Malt
- Mortlach Single Malt
- Speyburn Single Malt
- The Speyside
- Strathisla Single Malt
- Tamnavulin Glenlivet Single Malt
- Tamdhu
- Tomintoul Single Malt
- Tormore Single Malt